# Guerre polono-teutonique (1326-1332)
Ne doit pas être confondu avec Guerre polono-teutonique (1431–1435) ou Guerre polono-teutonique (1519-1521).
Guerre du royaume de Pologne contre l'ordre Teutonique
La guerre polono-teutonique (1326-1332) est un conflit mené entre le royaume de Pologne et l'État teutonique en Poméranie orientale (Pomérélie) de 1326 à 1332. Le conflit représente le premier temps fort dans la guerre du royaume de Pologne contre l'ordre Teutonique qui dura jusqu'en 1521. 

## Contexte
Au XIIe siècle, le duché de Poméranie orientale situé à l'embouchure de la Vistule était sous la suprématie des souverains de la Pologne. Les ducs de la dynastie des Samborides, descendants du duc Subisław Ier résidant à Dantzig (Gdańsk), exerçaient les fonctions des gouverneurs. Après l'assassinat du souverain polonais Lech le Blanc en 1227, ils sont devenus indépendants. La ligne s'éteint avec la mort du duc Mestwin II en 1294.

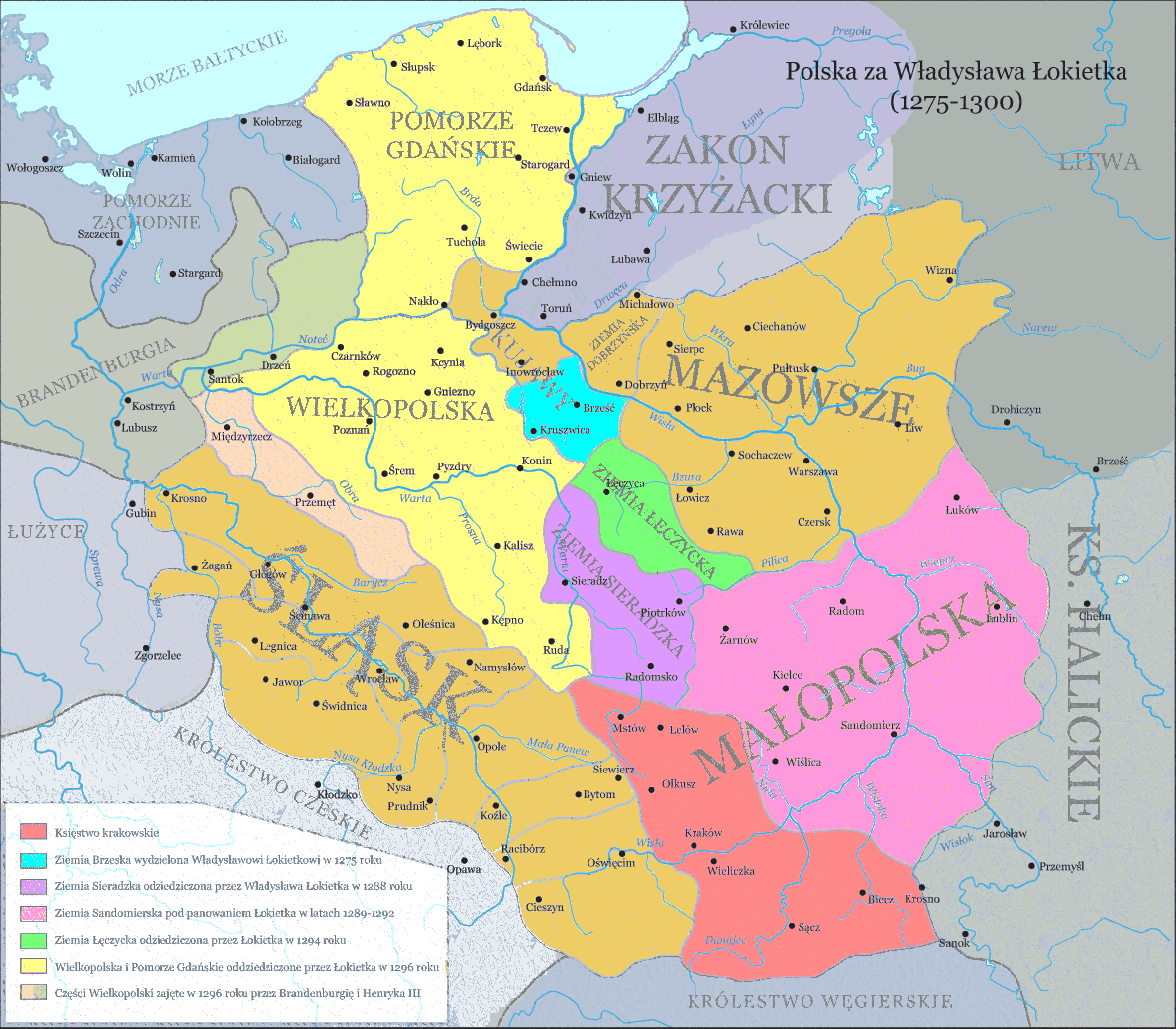
Les duchés polonais vers 1300.

Le 1er avril 1269, Mestwin avait signé un contrat d'inféodation à Arnswalde (Choszczno) avec les margraves de Brandebourg. Néanmoins, après la mort du duc, Przemysl II prend possession du territoire au nom du royaume de Pologne. Le 8 février 1296, Przemysł II est enlevé et assassiné à Rogoźno par des sbires à la solde des margraves de Brandebourg car le nouveau roi, qui voulait réunifier tous les territoires polonais, était un obstacle à leur expansion territoriale vers l’est. 
Le roi Venceslas II de Bohême, toutefois, est le gagnant de la crise politique : ayant réunifié une grande partie des territoires polonais, il a pu s'imposer face à son rival Ladislas le Bref et est couronné roi de Pologne à Gniezno le 25 juillet 1300, par l’archevêque Jakub Świnka. Il régna également sur la Poméranie orientale recourant à l'assistance de l'aristocratie locale. Le vent ne tourna à nouveau que lors de l'assassination du roi Venceslas III de Bohême, fils de Venceslas II, le 4 août 1306 dans des circonstances obscures. Son décès marquerait l'extinction de la lignée royale des Přemyslides et Ladislas le Bref profite du vide au pouvoir pour reprendre le territoire de la Poméranie orientale. 
Peu après cependant, en août 1308, le margrave Valdemar de Brandebourg invoquant des droits antérieurs envahit la région et assiège Dantzig. Ladislas a réagi en appelant l'ordre des chevaliers Teutoniques à l’aide. Mais après avoir rejeté les Brandebourgeois, l’ordre Teutonique entend bien conserver la Poméranie orientale pour l'intégrer à son État monastique. Le 13 novembre 1308, les chevaliers s’emparent de Dantzig après une bataille sanglante et par l’accord de Soldin, décidé entre le 6 et le 13 septembre 1309, le margrave Valdemar céda toutes ses revendications à l’ordre. 
La tension monte rapidement durant la période suivante. Des litiges, notamment sur le paiement de la guerre et sur la souveraineté de la ville, marquent le début des tensions entre la Pologne et les chevaliers Teutoniques. Le rétablissement de la domination polonaise sur la Poméranie orientale devient l’un des objectifs des deux rois polonais successifs.

## Les batailles
Le traité de Kalisz en 1343 met officiellement fin au conflit. La Poméranie orientale doit alors une offrande perpétuelle à l'Ordre,.